# Antonio Bolognini Amorini
Antonio Bolognini Amorini (Bologna, 7 febbraio 1767 – Bologna, 18 giugno 1845) è stato uno scrittore e storico italiano.

## Biografia
Nato dal marchese Giovanni Andrea Bolognini Amorini e da Anna Maria Ariosti, figlia del senatore Alberto Corradino, perde entrambi i genitori in tenera età. Si prende cura di lui lo zio paterno Girolamo che nel 1779 lo iscrive al collegio dei nobili di San Severo, diretto dai barnabiti.
Nel 1786, dopo la pubblica disputa De iure naturae et genium, lascia il collegio e compie un viaggio per l'Italia visitando diverse regioni e osservando con attenzione le varie opere d'arte. Fissa le proprie impressioni in una serie di appunti corredati da disegni, compilando, alla maniera del tempo, undici particolarissimi diari di viaggio divisi per città. Tornato a Bologna, il 7 novembre del 1792 sposa la ventenne Maria Ranuzzi figlia di Girolamo. Nel 1820, l'architetto Angelo Venturoli lo nomina suo amministratore ed esecutore testamentario, lasciandogli il compito di fondare il Collegio Venturoli dopo la sua morte.

### I rapporti con l'amministrazione di Bologna
Il suo interesse si rivolge all'architettura, è appassionato di lettere, arti e, poesia, scrive versi in alcune occasioni, traduce dal latino all'italiano; fondamentale è la sua amicizia con Leopoldo Cicognara.
Durante la sua vita ricopre diverse cariche pubbliche per l'amministrazione di Bologna. Quando la città viene invasa dall'esercito francese, i molti cambiamenti urbanistici e le soppressioni lo stimolano a una sistematica opera di compilazione, conservazione e descrizione delle opere destinate alla distruzione, che prende forma in una delle sue prime opere a stampa, la Descrizione dè quadri restituiti a Bologna, i quali da' Francesi che occuparono l'Italia nel MDCCXCVI erano trasportati in Francia, pubblicata a Bologna nel 1816 e dedicata al suo parente Luigi Salina, che aveva avuto parte attiva e fondamentale nel recupero delle opere.
Tra le molte istituzioni soppresse è compresa anche l'Accademia Clementina che viene trasformata nel 1806 nell'Accademia di Belle Arti. In questa il marchese, che già era stato nominato socio onorario nel 1805, diviene accademico e prende parte alla riforma degli statuti nel 1822, dopo due anni riveste la carica di presidente e nel 1831 viene nominato propresidente.
All'Accademia recita varie prolusioni come Sopra alcuni nei e difetti né quali hanno amato incappare molti coltivatori di arti belle per amore di novità, 1816; Sulla scelta dè soggetti pei concorsi accademici di Belle Arti, 1836; Sul sublime nelle belle arti, 1839.
Ma la sua attività più importante la inaugura con le Memorie della vita del pittore Dioniso Calvart nel 1832, una scelta non casuale dato che l'artista di Anversa era stato aiutato e sostenuto dalla famiglia Bolognini a metà Cinquecento, e per la quale aveva eseguito numerosi dipinti e affreschi nella loro villa del Farneto. Uno di questi affreschi era stato messo in salvo proprio dal marchese Antonio, che lo volle spostare, per salvaguardarne l'integrità, da una stanza dove era in pericolo ad un'altra.

### L'attività storico-letteraria
La sua attività storico-letteraria contribuì alla compilazione delle biografie di numerosi artisti bolognesi, tra cui il Dentone, Mitelli, Primaticcio, Albani, Reni, Domenichino, Guercino, i Carracci, raccolte poi nell'opera Vite dei pittori artefici bolognesi (Bologna, 1841-43).
Lo Schlosser collega quest'opera a quel tipo di letteratura artistica che prende le mosse dal Vasari e che a Bologna era stata particolarmente fertile (Ovidio Montalbani, Carlo Cesare Malvasia, Luigi Crespi, lo sfortunato Petronio Bassani, Carlo Bianconi, Giacomo Gatti etc.) lo stesso marchese considerava la propria opera il proseguimento della Felsina Pittrice del Malvasia; esiste una copia dell'opera delle Vite di Bolognini a pagine bianche alternate, dove egli aveva scritto alcuni appunti per una successiva ristampa riveduta e corretta, oggi conservata nella biblioteca dell'istituto germanico di Firenze, contenente un ritratto del marchese tratto da un dipinto di Barbara Salina.
Bolognini Amorini si cimentò anche come oratore e traduttore dal latino.

### Altre attività

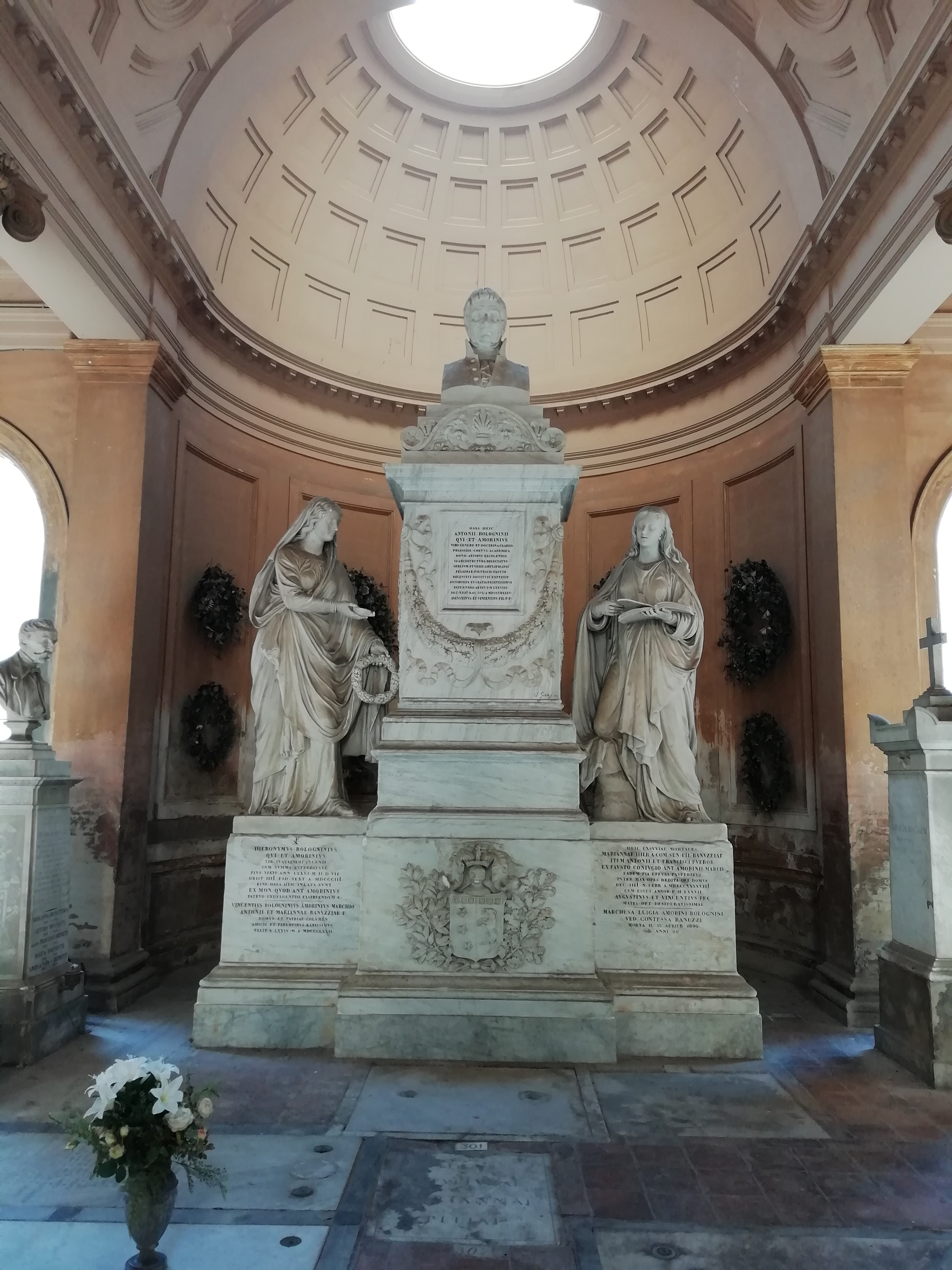
Il monumento Bolognini Amorini nella Certosa di Bologna.

Si dedicò anche al disegno di monumenti e studi architettonici, che saranno pubblicati a corredo della sua biografia su Serlio.
Le sue spoglie vennero collocate nel grandioso monumento marmoreo a lui dedicato, opera di Stefano Galletti. Eseguito nel 1864, si trova nella Galleria a Tre Navate della Certosa bolognese.